# Milos (Ortsgemeinschaft)
Milos (griechisch Μήλος (f. sg.) inoffiziell Plaka Πλάκα) ist ein Dorf auf der gleichnamigen griechischen Insel und Verwaltungssitz der Gemeinde Milos. Es liegt im Landesinneren auf einer Höhe von 200 m ü. d. M., etwas mehr als drei Kilometer nordwestlich des Hafenorts Adamas entfernt. Der Ort selbst hat 749 Einwohner (Stand 2011) und bildet mit neun Siedlungen und mehreren unbewohnten Inseln die mit 89,505 km² flächengrößte Ortsgemeinschaft der Gemeinde.
Der Ort liegt vermutlich an derselben Stelle wie die Akropolis der antiken Hauptstadt der Insel. Es gibt dort ein kleines Museum und eine Kirche aus dem 10. Jahrhundert.